# تقويم

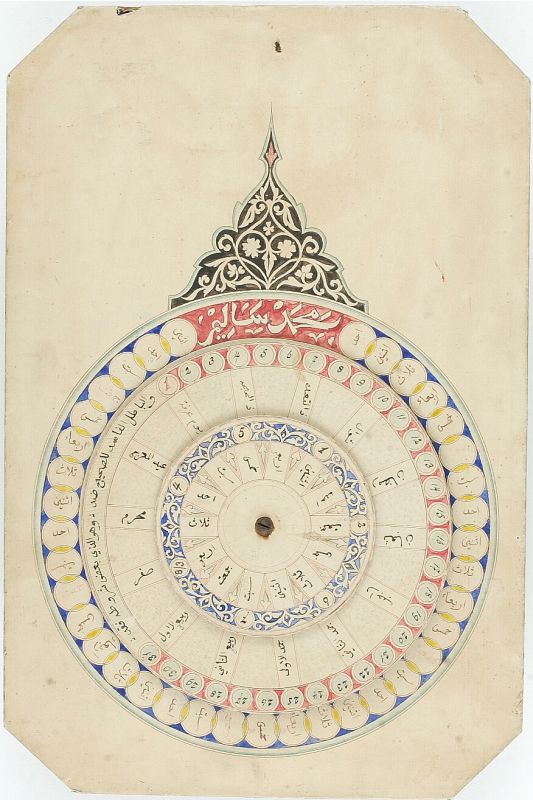
تقويم باللغة الجاوية من أتشيه قبل 1930م

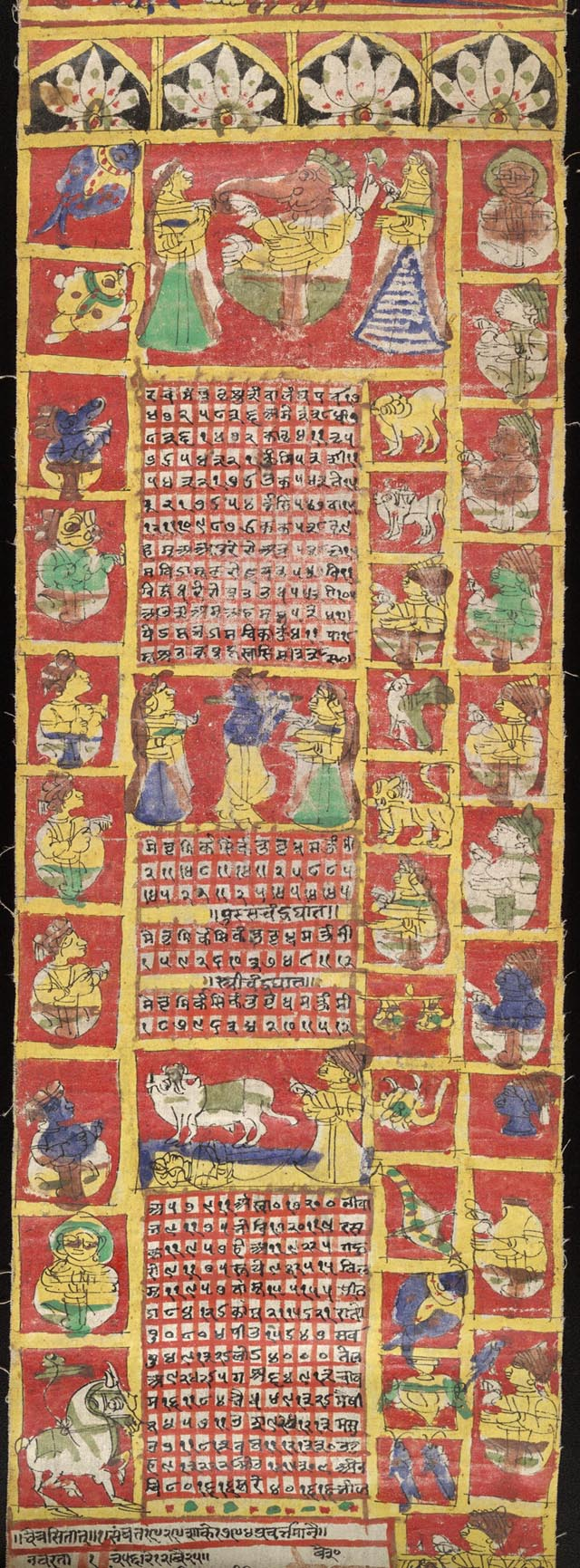
صفحة من التقويم الهندوسي 1871–1872.

التقويم (الجمع: تقاويم) هو نظام عد زمني لحساب تواريخ الأيام وكذلك تنظيمها لأغراض اجتماعية أو دينية أو تجارية أو إدارية. يتم ذلك بناء على معايير مختلفة في التقاويم المختلفة ويتم في كل من تلك التقاويم إعطاء أسماء معينة لفترات من الزمن، عادة تكون أيام أو أسابيع أو أشهر، أو سنوات. وعادة ما تكون تلك الفترات (مثل الأشهر والسنين) متزامنة مع دورة الشمس في السماء أو بالأدق موقع الأرض في مدارها حول الشمس أو متزامنة مع ميلاد ونهاية القمر كما أن هناك تقاويم تعتمد على دورة القمر والشمس معًا ولكن ليس بالضرورة أن تعتمد كلها على الشمس والقمر، فهناك تقاويم تعتمد على كواكب أخرى معينة، وغيرها مالا يعتمد على أي عامل واضح.
وقد وضعت العديد من الحضارات والمجتمعات تقاويم، كانت في العادة مستمدة من التقاويم الأخرى يتم اتخاذها نموذج لإعداد نظمها الخاصة التي تناسب احتياجاتها.
التقويم أو الرُزْنامَة (الرُوزْنامَة) أو المُفَكّرَة أو النَتِيجَة أيضًا هو جهاز أو أداة مادية (كُتيَّبٌ ورقي «دفتر» أو صحيفة حائط ورقية في كثير من الأحيان) تستخدم لتحديد التواريخ أو التذكير بها. - والتاريخ هو يوم واحد معين ومحدد، ضمن هذا النظام للعد الزمني، كما توجد أنواع أخرى مماثلة لتلك الأدوات أو الأجهزة وتشمل نظم التقويم الحاسوبية، والتي يمكن ضبطها لتذكير المستخدم بالأحداث القادمة والمواعيد. كما ويمكن تحديد الأيام بواسطة الخوارزميات الرياضية.

## أصل الكلمة
التَقْوِيم من (القِيمة) وهي واحدة (القِيَم) ويقال (قَوِّمَ) التاجرُ السِّلْعَةَ (تقوِيماً) بمعنى جَعَلَ لها (قِيمَةٌ) مَعْلُومَة وأهل مكة يقولون (اسْتَفَامْ) السِّلْعةَ وهما بمعنى واحد. وعليه فإن التَقْوِيم معناه «جَعْل للزمن قيمة مَعْلُومَة» وهو المعنى القريب. ويقال أيضًا (قَوَّم) الرجلُ الشئَ (تقوِيماً) (فَتَقَوَّمَ) بمعنى عَدَّله فَتَعَدَّلَ وعليه فإن تَقْوِيم قد تعني (تَعْدِيل) نظام آخر للعد الزمني ولكن هذا المعنى بعيد.
وقال التهاوني، «التقويم: في اللغة بمعنى التصحيح أو التقييم. وفي اصطلاح المنجّمين عبارة عن دفتر يكتب فيه المنجّمون أحوال النجوم بعد استخراجها من الزيج فيكتبون مواضع النجوم في أيام السنة طولا وعرضا، واتصالاتها بعضها مع بعض، وطالعها وفصولها، والاجتماعات والاستقبالات والقرانات والخسوف والكسوف ورؤية الأهلّة وما اشبه ذلك».
أما في اللغة الإنجليزية فكلمة Calender هي الكلمة المرادفة لكلمة «تقويم» في اللغة العربية، وهي مشتقة من الكلمة اللاتينية kalendae وقد كان هذا هو الاسم اللاتيني لليوم الأول من كل شهر.
وكلمة رُزْنامَة أو رُوزْنامَة هي كلمة فارسية مركَّبة من كلمتين (رُوز) أي (يوم) و (نامه) أي (كتاب). وقد تعني أيضًا صحيفة بالفارسية.
أما أصل كلمة «شهر» فهي من كلمة «سَهرو» وتعني بالسريانية - الآرامية القمر. وحيث أن الشهر يكمل باكتمال القمر فيقول عنه الناس اكتمل «السهرو» أي اكتمل القمر. والمعلوم أن الشين تستبدل بسين، والواو تحذف من نهاية الكلمة عند الانتقال من السريانية إلى العربية مثلا كلمة «شمشو» بالسريانية تعني «الشمس» بالعربية.

## تمهيد

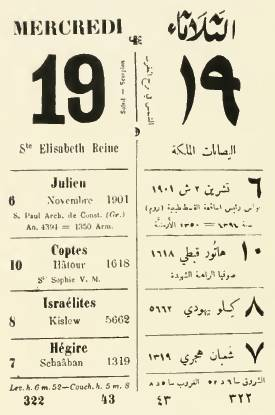
صفحة من تقويم سنة 1901 من مدينة القدس، وتجمع بين التقاويم الأرمنية والميلادية والهجرية والقبطية واليهودية

إذا طلبنا من الشخص العادي أن يكتب قائمة بأكثر الأشياء أهمية بالنسبة له في جولة أنشطته اليومية، في الأغلب انها لن تشمل مفكرة أو صحيفة لتحديد «تاريخ اليوم». على الرغم من أنه في كل عصر ظهرت فيه حضارة، قديمة كانت أو حديثة، كانت أدوات تحديد التاريخ ونظم التقويم الزمني هي أشياء لا يمكن أبداً الاستغناء عنها.
التقاويم الزمنية المستخدمة اليوم هي نتاج قرون عديدة من الدراسة الدؤوبة والتجارب المستمرة المعتمدة على المحاولة والخطأ. فعندما بدأ الناس في مراقبة الأجرام السماوية كوسيلة لقياس الوقت، لاحظوا أن الشمس تبدو تتحرك باستمرار في السماء بشكل ثابت في رحلة متكررة، وتعود دائماً إلى نفس الموضع الذي بدأت منه بعد عدد معين من الأيام. (في الواقع، وبطبيعة الحال، إن الأرض هي التي تقوم بدورة سنوية حول الشمس ولكن تبدو تلك الدورة للمراقب من على سطح الأرض وكأن الشمس هي التي تقوم برحلة متكررة في السماء). كما لاحظوا أيضاً أن القمر يقوم بدورة خاصة به تستغرق عدد أقل من الأيام.
واستندت معظم التقاويم المبكرة على دورات القمر. ولقد تم عمل تلك التقاويم لتتلاءم بأفضل ما يمكن داخل الإطار الأوسع للدورة الشمسية (السنة الشمسية). فالسنة، في تلك التقاويم القمرية، تتألف عموماً من اثنتي عشرة دورة للقمر أو بالأحرى اثني عشر شهراً. وبما أن مجموع اثنتي عشرة دورة قمرية ليست متساوية تماماً مع السنة الشمسية، فإن شهراً إضافياً - يسمى الشهر المُقْحَم، أو المُولَج - تتم إضافته للتقويم من وقت لآخر. اعتمدت عدد من الشعوب القديمة على تلك الطريقة في حساب الوقت، وقد شمل ذلك البابليين والعبرانيين والأغريق، والرومان.

## التقاويم الشمسية

### أول تقويم شمسي

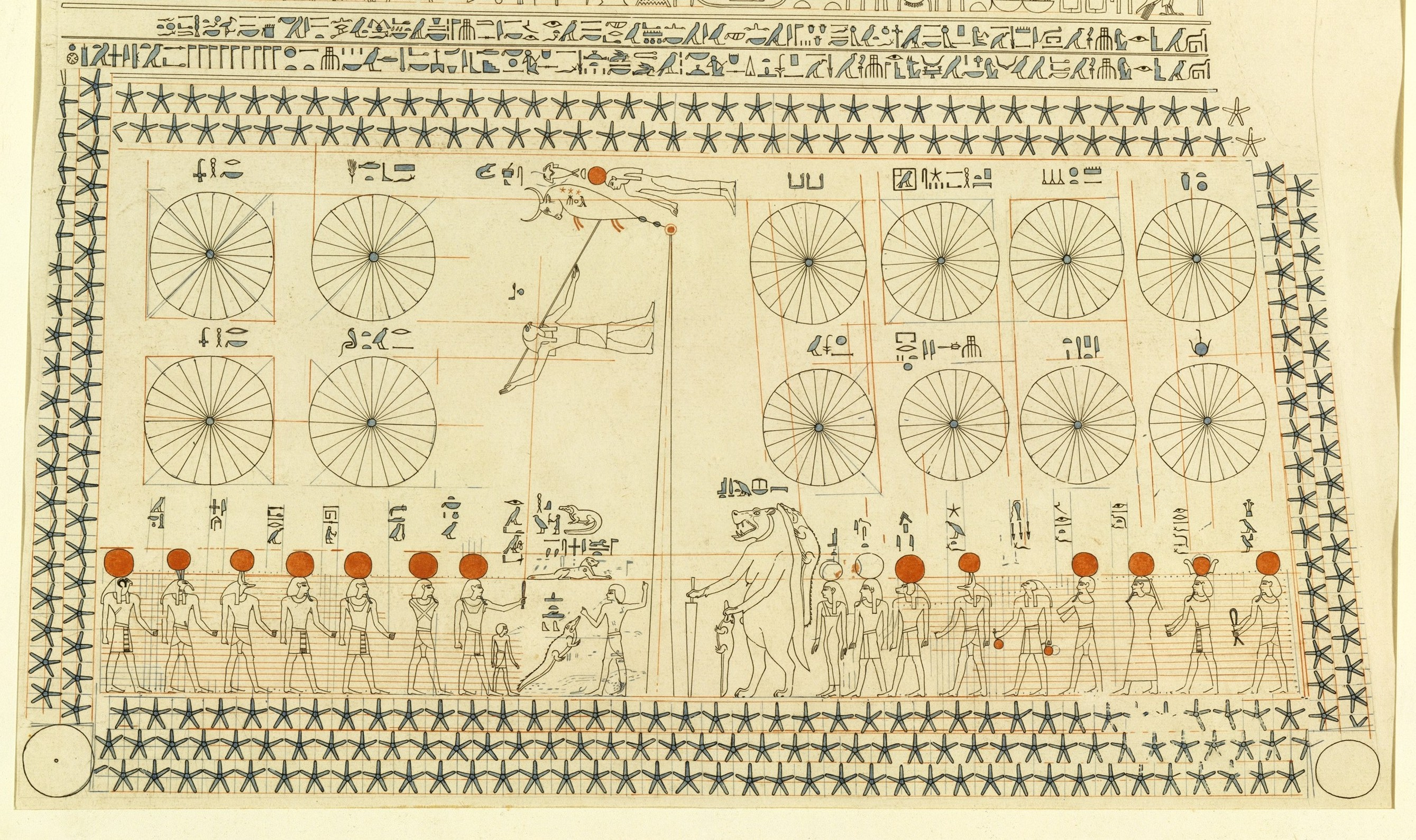
رسم مصري قديم لحساب التقويم

كان المصريون القدماء أول من استندوا في تقويمهم على دورة الشمس وجعلوا من الشهر وحدة مقدرة، ولا تتطابق مع دورة القمر الفعلية. فقد استنبطوا سنة مكونة من 360 يوماً، وفيها 12 شهراً يتألف كل منهم من 30 يوماً. وبما أنه، وفقاً لحسابات المصريون القدماء، تستغرق الشمس 365 يوماً لاستكمال رحلتها في السماء، فقد أضافوا 5 أيام في نهاية سنة ال360 يوماً. وكانت تلك الأيام المضافة تعامل بمثابة «أيام للعيد» (عيد الحصاد). وكانت تعهد إلى الكهنة المصريين مهمة الترتيب لتلك الأيام الاحتفالية.
ولقد اعتمد المصريون القدماء أو الفراعنة تقويم ال365 يوم هذا في العام 4236 قبل الميلاد، وذلك وفقًا لحسابات عالم الآثار الأمريكي جيمس هنري برستد. وفقًا لبرستد، كان هذا هو «أقدم التقاويم المعلومة، الملائمة عمليًا، والتي تتألف من 365 يوماً». أما بالنسبة للعام 4236 قبل الميلاد، فانه يمثل «ليس فقط أقدم فترة محددة في التاريخ ولكنه أيضاً أقدم فترة في التاريخ الحضارى للبشرية».
في سياق القرون التي تلت ذلك، تم اكتشاف أن السنة تتألف حقًا من ¼365 يوم. كان ربع اليوم الإضافي هذا يسبب تحول تدريجي في الفصول كما هي مسجلة في التقويم المصري. في عام 238 قبل الميلاد حاول الفرعون بطليموس الثالث، والمعروف أيضًا في التاريخ باسم يويرجيتيس الأول، تصحيح هذا الخطأ في الحساب عن طريق إضافة يوم آخر للتقويم كل أربع سنوات. وكان مقدرًا لهذا اليوم أن يكون عُطلة دينية، ولكن للأسف، لم تكن الكهنة على استعداد لقبول يوم إضافي. ونتيجة لذلك استمر التقويم المصري القديم معيبًا كوسيلة لقياس المواسم الزراعية أو الفصول.
- جدول شهور السنة الشمسية

| رقم الشهر | شهور سريانية | شهور مصرية | شهور السنة المغاربية | شهور السنة الأوربية المعربية |
| --------- | ------------ | ---------- | -------------------- | ---------------------------- |
| 01        | كانون الثاني | طوبة       | يناير                | جانفي                        |
| 02        | شباط         | أمشير      | فبراير               | فيفري                        |
| 03        | آذار         | برمهات     | مارس                 | مارس                         |
| 04        | نيسان        | برمودة     | أبريل                | أفريل                        |
| 05        | أيار         | بشنس       | ماي                  | ماي أو مايو                  |
| 06        | حزيران       | بؤونة      | يونيو                | جوان                         |
| 07        | تموز         | أبيب       | يوليوز               | جويلية أو يوليو              |
| 08        | آب           | مسرى       | غشت                  | أوت أو أغسطس                 |
| 09        | أيلول        | نسيئ وتوت  | شتنبر                | سبتمبر                       |
| 10        | تشرين الأول  | بابة       | أكتوبر               | أكتوبر                       |
| 11        | تشرين الثاني | هاتور      | نونبر                | نوفمبر                       |
| 12        | كانون الأول  | كياهك      | دجنبر                | ديسمبر                       |

### تقويم المايا
هناك تقويم شمسى موسمي آخر كان يُستَخْدَم في العصور القديمة في المكسيك، وهو تقويم المايا. وهو يعود، على الأرجح، إلى العام 580 قبل الميلاد. ويعد هذا التقويم أول تقويم موسمي وزراعي في أمريكا.
وقد تم تنظيم تقويم المايا بشكل مختلف عن ذلك التقويم الذي اعتمده المصريون القدماء. كانت السنة الشمسية في ذلك التقويم، وتدعى تَنْ أو تون (بالإنجليزية: tun)، تتألف من 18 شهراً يتكون كل منها من 20 يوماً (المجموع 360 يوماً). كانت السنة تشمل أيضاً فترة مشؤومة أو منحوسة من «خمسة أيام» في نهايتها تجعلها 365 يوماً. وكان يدعى كل شهر باسم، وكان الأيام تتم ترقيمها من 0 حتى 19.
وكان هناك عاماً دينياً مُتْعَاشِق مع تقويم المايا، يسمى أحياناً تْزُلْكِن أو تزولكين (بالإنجليزية: tzolkin). وقد احتوي التزولكين على 13 شهراً، ويتكون كل شهر من 20 يوماً (المجموع 260 يوماً). وكان لكل يوم من أيام تلك السنة المقدسة اسم مدمج مع الأرقام من 1 إلى 13 لإحصاء ال260 يوم للتزولكين.

### التقويم اليولياني
كان التقويم الشمسى المصري القديم يُحْرَس بعناية شديدة من قبل الحكام والكهنة وبالتالي ظل مجهولاً للعالم الخارجي لأكثر من ثلاثين قرناً. فقد علم يوليوس قيصر عن هذا التقويم فقط أثناء فترة إقامته في مصر، وقد وجده تقويمًا متفوقًا جداً في كل الجوانب بالمقارنة مع التقويم المستخدم في روما.
وقد كان الرومان القدماء يعتمدون على تقويم قمرى. وكان تقويمًا معقدًا ومربكًا أكثر من غيره من التقاويم. فكانت السنة تتكون من 12 شهرًا؛ ويتم أحيانًا إدراج شهراً إضافيًا بشكل اعتباطي، ويسمى مِرْسِدونيوس (بالإنجليزية: Mercedonius)، فتصبح السنة ثلاثة عشر شهرًا. ويتألف ال 12 شهر للعام الروماني من 7 أشهر مكونة من 29 يومًا لكل منهما، و4 أشهر مكونة من 31 يوماً لكل منهما، وشهر واحد، فِبْرِوَريوس (بالإنجليزية: Februarius) (فبراير) مكون من 28 يومًا، مما يجعل العام مكونًا من 355 يومًا. وأسماء ال 12 شهرًا في التقويم الروماني كانت على النحو التالي:
| اسم الشهر | اسم الشهر بالإنجليزية | أصل الاسم                                           | اسم الشهر | اسم الشهر بالإنجليزية | أصل الاسم                                   |
| --------- | --------------------- | --------------------------------------------------- | --------- | --------------------- | ------------------------------------------- |
| مارتيوس   | Martius               | شهر ماريتيوس، إله الحرب الروماني.                   | سبتمبر    | September             | الشهر السابع.                               |
| أبريليس   | Aprilis               | شهر "التفتح"، عندما "تفتح" الأرض لتنتج فواكة جديدة. | أكتوبر    | October               | الشهر الثامن.                               |
| مايوس     | Maius                 | شهر جوبيتر كبير الآلهة الرومانية.                   | نوفمبر    | November              | الشهر التاسع.                               |
| جونيوس    | Junius                | شهر جوناى، وهى قبيلة رومانية.                       | ديسمبر    | December              | الشهر العاشر.                               |
| كوينتيليس | Quintilis             | الشهر الخامس.                                       | جانواريوس | Januarius             | شهر جانوس، إله البدايات والتحولات الرومانى. |
| سِكْستيليس  | Sextilis              | الشهر السادس.                                       | فِبْرِوَريوس  | Februarius            | شهر الفبروا، وهو عيد النقاء الروماني.       |

في عام 153 قبل الميلاد، تم تحديد يناير كأول شهر في السنة الرومانية بدلاً من مارتيوس (مارس).
استخدم الرومان نظامًا معقدًا في تعريف موضع الأيام في الشهر الواحد. فقد كانت هناك - بالأكثر أو على أقل - ثلاثة تواريخ ثابتة في الشهر الواحد، الكالنداى Kalendae (بالإنجليزية: Calends)، والايدوس Idus (بالإنجليزية: Ides)، ونوناي Nonae (بالإنجليزية: Nones). فالكالنداي يقع دائمًا في اليوم الأول من كل شهر جاري (عند ميلاد القمر الجديد). ويقع الايدوس في اليوم الخامس عشر (15th) من مارتيوس (الشهر الأول)، مايوس (الشهر الثالث)، سِكْستيليس (الشهر السادس)، وأكتوبر (الشهر الثامن)، وفي اليوم الثالث عشر (13th) من الشهور الأخرى. ويسبق النوناي الايدوس، ويقع دائمًا في اليوم الثامن (8th) بالرجوع في الزمن من تاريخ الايدوس. ففد كان تحديد يوم معين من الشهر عند الرومان القدماء دائمًا يُحْسَب بالرجوع في الزمن من تواريخ ثابتة كالكالنداي أو الايدوس أو النوناي حسبما كان الحال.
وكان التقويم يعهد به إلى مجلس من الكهنة - «كلية الأحبار» أو «كلية علماء الدين» (بالإنجليزية: College of Pontiffs)، ويرأسهم بونتيفكس مكسيموس (حِبر أعظم)(باللاتينية: pontifex maximus). وكان الاحبار هم موظفي الدولة المكلفين بتنظيم بعض المسائل الدينية، بما في ذلك تحديد مواعيد الاحتفالات وأيام العيد.
وقد تم انتخاب يوليوس قيصر كحِبر أعظم في عام 63 قبل الميلاد، ولكن لم يحدث تغيير في التقويم الروماني القديم حتى عام 47 قبل الميلاد عندما أنه اتخذ قيصر الخطوات الأولى لإصلاح التقويم. فبعد اتباع اقتراحات الفلكي اليوناني الشهير سوسيجين السكندرى (بالإنجليزية: Sosigenes)، اعتمد قيصر السنة الشمسية للتقويم الروماني بدلًا من التقويم القمري، واعطاه 365 يومًا، بالإضافة إلى ربع-يوم مكون من ست ساعات. وكان يتم حجب أرباع-الأيام حتى تتراكم لتصبح يومًا كاملًا، فيتم أضافته إلى العام المعتاد كيوم لسنة كبيسة (366 يومًا). وذلك كان يتم مرة واحدة كل أربع سنوات.
ولقد رأب العام 46 قبل الميلاد الفراغ بين التقويمين القديم والجديد. ففي الواقع كان العام التالي 45 قبل الميلاد، أول عام يعتمد باستخدام التقويم الروماني بعد إصلاحه. واحتفظ قيصر بالنظام المعقد المكون من الكالنداي، والنوناي، والايدوس ضمن شهور السنة، واحتفظ يناير بمركزة كالشهر الأول من السنة في التقويم المعدل الجديد. كما قام مجلس الشيوخ الروماني بتغيير اسم كوينتيليس Quintilis (الشهر الخامس في التقويم القديم) ليوليوس Juilius (شهر يوليو حاليًا) تكريمًا للقيصر. وأصبح التقويم الجديد يعرف باسم التقويم اليولياني. في وقت لاحق، غير مجلس الشيوخ الروماني اسم سِكْستيليس Sextilis (الشهر السادس في التقويم القديم) لأوغسطس (شهر أغسطس حاليًا) لتكريم الإمبراطور أوغسطس.

## التقاويم القمرية
التقويم القمري هو تقويم يعبر التاريخ حسب شكل القمر. غالبًا يبدأ الشهر على قمر جديد. التقويم الهجري والصيني والعبري والهندي كلها تقاويم قمرية.
وتُعرف السنة القمرية بأنها المدة التي يحتاجها القمر للدوران 12 دورة حول الأرض، كل دورة تكون شهرًا قمريًا واحدًا. ونظرًا لكون الدورة القمرية الواحدة حول الأرض (نسبة للمراقب من الأرض) تستغرق 29.530588 يوماً (تحديدًا 29 يوم و12 ساعة و44 دقيقة و2.8032 ثانية) فإن طول الشهر القمري يكون إما 29 أو 30 يوما.
أمّا الـ 12 دورة فهي تستغرق 354.367056 يومًا، هذا يعني أنها أقصر بـ 11 يوماً تقريباً (10.875 يوم تحديداً) من السنة الشمسية والمعتمدة في التقويم الميلادي.

### التقويم الهجري
التقويم الهجري القمري أو التقويم الإسلامي او التقويم العربي هو تقويم قمري يعتمد على دورة القمر لتحديد الأشهر، ويستخدمه المسلمون خصوصًا في تحديد المناسبات الدينية التي خاصة بالديانة الاسلامية.
تتّخذ بعض البلدان العربية (مثل السعودية) التقويم الهجري كتقويم رسمي لتوثيق المكاتبات الرسمية بين دوائر الدولة الرسمية، تحولت التعاملات لصالح التقويم الميلادي عنه من التقويم الهجري مع الهيمنة الغربية التي سادت العالم الإسلامي واستعمارته، ما زالت كذلك حتى بعد خروج الاستعمار من هذه الدول وتتعامل الدول الناطقة باللغة الفارسية وخصوصًا إيران التقويم الشمسي.
يتكون التقويم الهجري من 12 شهرا قمريًا أي أن السنة الهجرية تساوي 354 يوما تقريباً، بالتحديد 354.367056 يومًا والشهر في التقويم الهجري إما أن يكون 29 أو 30 يوماً (لأن دورة القمر الظاهرية تساوي 29.530588 يوم). وبما أن هناك فارق 11.2 يوم تقريبًا بين التقويم الميلادي الشائع والتقويم الهجري فأنّ التقويمين لا يتزامنان مما يجعل التحويل بين التقويمين أكثر صعوبة.